# جعديات العظم
جعديات العظم (الاسم العلمي: Rhytidosteoidea)، فصيلة عليا من البرمائيات المنقرضة المنتمية إلى رتبة مقسومات الفقار، وهي أنواع برمائية مُبكرة كانت موجودة خلال الفترات الفحمية، والعصر البرمي، والعصر الثلاثي. تم تأسيس التصنيف في عام 1965 لاستيعاب نوعين جديدين من جنس عظاءة دلتا، المُصنف يعترف بقرابة الجنس مع الأجناس الموصوفة سابقًا.

## للاستزادة
- Cosgriff، John W.؛ Zawiskie، John M. (1979). "A new species of the Rhytidosteidae from the Lystrosaurus zone and a review of the Rhytidosteoidea". Palaeontologia Africana. ج. 22: 1–27. hdl:10539/16282.
- Cosgriff، J. W. (1965). "A new genus of Temnospondyli from the Triassic of Western Australia". Journal of the Royal Society of Western Australia. ج. 48 ع. 3: 65–90. مؤرشف من الأصل في 2020-02-06.
- Warren، Anne؛ Black، Trevor (1985). "A new rhytidosteid (Amphibia, Labyrinthodontia) from the Early Triassic Arcadia Formation of Queensland, Australia, and the relationships of Triassic temnospondyls". Journal of Vertebrate Paleontology. ج. 5 ع. 4: 303–327. DOI:10.1080/02724634.1985.10011868.

## روابط خارجية
- Rhytidosteoiea at Mikko's Phylogeny Archive.